# Josef Dominik Škroup
Josef Dominik Škroup (Včelákov, 2 augustus 1766 – Osice, 10 augustus 1830) was een Tsjechisch componist, dirigent en organist. Hij is de vader van de componisten Jan František Škroup, Jan Nepomuk Škroup en Ignac Škroup.

## Levensloop
Škroup werd al op 8-jarige leeftijd een wees en groeide bij een oom op. Die oom was cantor en speelde voor zijn verdere ontwikkeling een belangrijke rol. Škroup studeerde pedagogiek in Pardubice en werkte als leraar en uitstekende organist. Hij liet talrijke composities achter, vooral kerkmuziek: ca. 20 Latijnse missen, kerkliederen, aria's, graduale, offertoria's, Salve Regina, Ave Maria, Pastorella's, duo Pastoralis, meerdere litanieën (ook met orkest), Te Deum, Requiem, een concerto voor orgel en orkest en een concert voor hoorn.

## Composities

### Werken voor orkest
- 20 missen, voor solisten, gemengd koor en orgel of orkest
- Ave Maria
- Concerto in F groot, voor orgel en orkest
- Concerto in G groot, voor dwarsfluit en orkest
- Concerto in Bes-groot, voor hoorn en orkest
- Salve Regina
- Te Deum,
- Requiem

### Werken voor harmonieorkest
- Concerto in Bes-groot, voor hoorn en harmonieorkest

- Gemeinsame Normdatei: 134597974
- International Standard Name Identifier: 0000 0000 5547 102X
- Library of Congress Control Number: n85373101
- Nationale Bibliotheek van Tsjechië: jn20011018453
- Nederlandse Thesaurus van Auteursnamen: 134411609
- Système universitaire de documentation: 244074127
- Virtual International Authority File: 33461683
- WorldCat: E39PBJhxqhTMKYfDdD3hd47JXd